# Srpska okupacija šarengradske Ade
Srpska okupacija šarengradske Ade je hrvatski dokumentarni film redatelja Branka Ištvančića iz 2017. godine. Projekt je pokrenula Udruga dr. Ante Starčević. Snimanje je započelo 2016., a treba završiti 2017. godine. Film je o velikosrpskoj okupaciji Šarengradske ade, umjetnoga riječnog otoka na Dunavu nastalog 1892. godine. Srbija drži okupiranim ovaj otok od početka agresije na Hrvatsku i napada na Vukovar. Otok je veliki ornitološki rezervat, lovište, stanište rijetkih i mnogih životinja, najveće prirodno mrjestilište divljeg šarana na Dunavu te stanište kvalitetnog i rijetkog drveća i bilja. Šarengrađani su prije velikosrpske agresije ovdje prirodno uzgajali tisuće svinja i krava kao i na stotine konja i desetci registriranih riječnih ribara alasa lovilo ovdje. Od početka velikosrpske okupacije status nije riješen, niti nakon mirne reintegracije nije vraćena u potpuni suverenitet Republike Hrvatske.
Sniman je ljeta 2016. na autentičnim lokacijama tijekom svih godišnjih doba, a završetak snimanja očekivao se ljeta 2017. godine. Stručni suradnik u dokumentarcu je saborski zastupnik Pero Ćorić koji godinama upozorava na neriješeno pitanje okupiranog hrvatskog teritorija.
Za film će biti skladana originalna glazba, a bit će realiziran u formatu vrhunske HD rezolucije i digitalne tehnologije. Cilj filma je podsjetiti na nekadašnja vremena, da se ne zaborave istiniti događaji iz vremena velikosrpske okupacije i kao konačni cilj ubrzati procese oživljenja šarengradske ade i povratak u okrilje Hrvatske.